# (11292) Bunjisuzuki
(11292) Bunjisuzuki est un astéroïde de la ceinture principale.

## Description
(11292) Bunjisuzuki est un astéroïde de la ceinture principale. Il fut découvert le 8 septembre 1991 à Kitt Peak par le projet Spacewatch. Il présente une orbite caractérisée par un demi-grand axe de 2,99 UA, une excentricité de 0,08 et une inclinaison de 12,8° par rapport à l'écliptique.

## Compléments